# Холмов Ратмір Дмитрович
Холмов Ратмір Дмитрович (13 травня 1925, Шенкурск — 18 лютого  2006, Москва) — радянський і російський шахіст, гросмейстер (1960). Бронзовий призер чемпіонату  СРСР 1963 року. У складі  команди  СРСР переможець європейської першості 1970 року.

## Біографія
Ратмір Холмов народився 13 травня 1925 року у маленькому містечку Шенкурск, що на півдні Архангельської області.
Світ шахів захопив мене по-справжньому, коли я прочитав дві книги, які випадково потрапили в мої руки. Вони називалися «На шляхах до вищих здобутків» та «Моя система». Важко висловити словами те враження, яке справили на мене ці книжки двох видатних шахістів. Вивчення комбінаційної спадщини Альохіна та принципів позиційної гри, проголошених Німцовичем, дозволило мені швидко пройти шлях від третьої категорії до першої. Іншою необхідною умовою зростання було спілкування із сильними партнерами. Одним із моїх вчителів у юності був учасник 4-ої першості СРСР першокатегорник М. Кутузов.

## Основні турнірні результати Р. Холмова[2]
| Рік     | Змагання                                          | Виграш +  | Нічия =   | Поразка – | Місце |
| ------- | ------------------------------------------------- | --------- | --------- | --------- | ----- |
| 1945    | Першість Архангельська                            | 12.5 з 14 | 12.5 з 14 | 12.5 з 14 | 1     |
| 1946    | Ждановичі                                         | 9,5 з 11  | 9,5 з 11  | 9,5 з 11  | 1     |
| 1947    | Ярославль                                         | 10,5 з 14 | 10,5 з 14 | 10,5 з 14 | 1     |
| 1947    | Міжнародний турнір пам'яті М. І. Чигорина, Москва | 3         | 5         | 7         | 12    |
| 1947    | Півфінал 16-ї першості СРСР, Москва               | 8         | 2         | 5         | 3-4   |
| 1948    | 16-а першість СРСР, Москва                        | 5         | 7         | 6         | 12    |
| 1948    | Командна першість СРСР, Ленінград (на 3-й дошці)  | 3         | 2         | 1         | 2     |
| 1949    | 17-а першість СРСР, Москва                        | 5         | 10        | 4         | 9—10  |
| 1951    | Вільнюс                                           | 7         | 7         | –         | 1     |
| 1952    | Півфінал 20-ї першості СРСР, Мінськ               | 8         | 3         | 6         | 7—8   |
| 1953    | Півфінал 21-ї першості СРСР, Вільнюс              | 9         | 5         | 0         | 1     |
| 1954    | 21-а першість СРСР, Київ                          | 5         | И         | 3         | 6     |
| 1954    | Командна першість СРСР, Рига (на 2-й дошці)       | 3         | 7         | –         | 1—3   |
| 1954    | Бухарест                                          | 7         | 8         | 2         | 3—4   |
| 1955    | Вільнюс                                           | 8         | 9         | –         | 1     |
| 1956    | 23-я першість СРСР, Ленінград                     | 5         | 11        | 1         | 5—7   |
| 1956    | Дрезден                                           | 10        | 4         | 1         | 1—2   |
| 1957    | 24-а першість СРСР, Москва                        | 6         | 13        |           | 6     |
| 1958    | Командна першість СРСР, Вільнюс, (на 1-й дошці)   | 4         | 3         | 1         | 1     |
| 1958    | Першість Литви, Вільнюс                           | 12        | 3         | –         | 1     |
| 1959    | Першість Литви, Вільнюс                           | 11        | 4         | 1         | 1—2   |
| 1959    | Кишинів                                           | 13        | 4         | —         | 1     |
| 1959    | Балатонфюред                                      | 8         | 4         | 1         | 1     |
| 1959    | 26-а першість СРСР, Тбілісі                       | 7         | 10        | 2         | 4—5   |
| 1960    | Першість Литви, Вільнюс                           | 7         | 4         | —         | 1     |
| 1960    | Тбілісі                                           | 10        | 8         | 1         | 4     |
| 1960    | Міжнародний турнір ЦШК СРСР, Москва               | 6         | 5         | –         | 1—2   |
| 1960    | Півфінал 28-ї першості СРСР, Ростов-на-Дону       | 7         | 6         | 4         | 5-7   |
| 1961    | Ашхабад                                           | 6         | 3         | —         | 1     |
| 1961    | Краснодар                                         | 8         | 5         | —         | 1—2   |
| 1961    | Півфінал 29-ї першості СРСР, Новгород             | 11        | 4         | 1         | 1     |
| 1961    | Командна першість СРСР, Москва, (на 2-й дошці)    | 3         | 1         | 1         | 1—2   |
| 1961    | 29-а першість СРСР, Баку                          | 7         | 8         | 5         | 8—11  |
| 1962    | Бухарест                                          | 8         | 7         | –         | 1     |
| 1962    | Кечкемет                                          | 7         | 8         | –         | 1     |
| 1962    | Півфінал 30-ї першості СРСР, Мінськ               | 8         | 6         | 3         | 2—4   |
| 1962    | 30-а першість СРСР, Єреван                        | 9         | 8         | 2         | 1     |
| 1963    | Півфінал 31-ї першості СРСР, Свердловськ          | 5         | 10        | –         | 1     |
| 1963    | Сочі                                              | 1         | 10        | –         | 5     |
| 1963    | 31-а першість СРСР, Ленінград                     | 6         | 12        | 1         | 1—3   |
| 1964    | Зональний турнір, Москва                          | 2         | 8         | 2         | 4     |
| 1964    | Сочі                                              | 6         | 8         | 1         | 2—3   |
| 1964    | Печ                                               | 2         | 13        | –         | 5—9   |
| 1964    | Командна першість СРСР, Москва, (на 2-й дошці)    | 31/2 з 6  | 31/2 з 6  | 31/2 з 6  | 2     |
| 1964/65 | 32-а першість СРСР, Київ                          | 5         | 13        | 1         | 5—6   |
| 1965    | Тбілісі                                           | 4         | 13        | –         | 3     |
| 1965    | Гавана                                            | 8         | 13        | –         | 5     |
| 1966    | Півфінал 34-ї першості СРСР, Орел                 | 7         | 8         | 1         | 1—2   |
| 1966    | Кисловодськ                                       | 4         | 6         | 1         | 3—4   |
| 1966    | 34-а першість СРСР, Тбілісі                       | 3         | 14        | 3         | 10—12 |
| 1967    | Ленінград                                         | 8         | 8         | –         | 2     |
| 1967    | Белград                                           | 4         | 5         | –         | 1     |
| 1967    | 35-а першість СРСР, Харків                        | 6         | 5         | 2         |       |
| 1968    | Гавана                                            | 10        | 4         | –         | 1     |
| 1969    | Скопле                                            | 7         | 6         | 2         | 3—5   |
| 1969    | Півфінал 37-ї першості СРСР, Воронеж              | 5         | 10        | 2         | 3—7   |
| 1969    | 37-а першість СРСР, Москва                        | 5         | 15        | 2         | 7—9   |
| 1970    | Першість Москви                                   | 5         | 8         | 2         | 4—5   |
| 1970    | 38-а першість СРСР, Рига                          | 4         | 12        | 5         | 13—14 |